# Verfassungsreferendum in Syrien 2012
Am 26. Februar 2012 fand in Syrien ein Referendum über eine neue Verfassung statt. Die vorgeschlagenen Verfassungsänderungen, die unter anderem die Einführung eines Mehrparteiensystems vorsehen, wurden als Reaktion auf die seit dem Frühjahr 2011 andauernden Proteste in Syrien ausgearbeitet. Staatspräsident Baschar al-Assad hatte dazu im Oktober 2011 ein Komitee eingesetzt. 
Wahlberechtigt zum Referendum waren 14,6 Millionen Syrer, die Opposition hatte allerdings zum Boykott der Abstimmung aufgerufen. Die neue Verfassung sei unzureichend, da dem seit 2000 regierenden Assad weiterhin „uneingeschränkte Vorrechte“ zugebilligt würden.

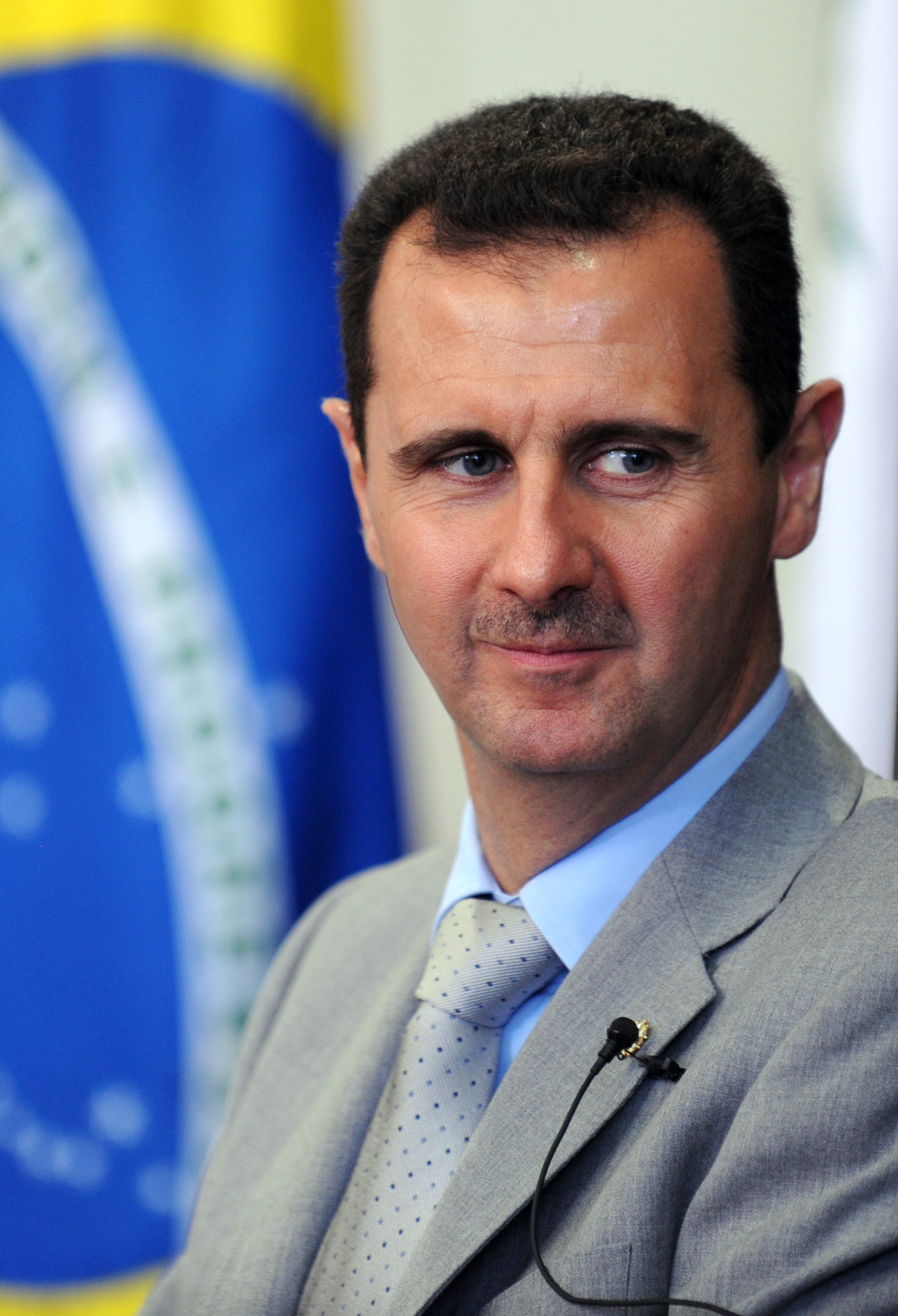
Baschar al-Assad

## Hintergrund
Im Zuge des sogenannten Arabischen Frühlings kam es Anfang 2011 zu Demonstrationen in Syrien. Die Demonstranten forderten politische Teilhabe und den Sturz der Regierung. Die Regierung ging mit Gewalt gegen die Proteste vor. Seitdem bekämpfen sich beide Seiten mit Waffengewalt.
Am 25. Juli billigte die syrische Regierung einen Gesetzesentwurf, der die Gründung von politischen Parteien erlaubt. Parteien müssten die Verfassung respektieren und dürften nicht einzelne Religionen oder Volksgruppen repräsentieren. Oppositionelle lehnten den Gesetzesentwurf ab, da politische Freiheit nicht gewährleistet sei und Demonstranten von Sicherheitskräften verfolgt würden. Der Gesetzesentwurf war noch nicht in Kraft getreten.
Präsident Baschar al-Assad setzte am 15. Oktober ein Komitee ein, um eine neue Verfassung auszuarbeiten. Das Komitee hatte hierfür 4 Monate Zeit. Zuvor war die Einführung eines Mehrparteiensystems versprochen worden.
Im Februar 2012 terminierte Assad das Referendum auf den 26. Februar. Die Opposition gab bekannt, dass das Referendum nicht im mindestens die ihren Forderungen entspreche, da die Macht des Präsidenten nicht angetastet werde. Sie riefen zum Boykott der Abstimmung auf.
Jay Carney, der Sprecher des Weißen Hauses, sagte, das Referendum verhöhne die syrische Revolution und sei lächerlich. Der deutsche Außenminister Guido Westerwelle sprach von einem „weiteren Schachzug“ des Regimes.

## Bisherige Verfassung
Syrien war nach der Verfassung von 1973 offiziell eine sozialistische Volksrepublik mit Präsidialsystem. Es hat aber de facto ein Einparteiensystem, die syrische Baath-Partei hatte laut Verfassung die Führungspositionen innerhalb des Staates und der Gesellschaft inne. Formal befindet sie sich in einer Koalition mit kleineren Blockparteien. Praktisch trägt die syrische Regierung Züge einer Diktatur.
Die Rechtsgrundlage der Verfassung ist laut Artikel 3 die Schari'a als Hauptquelle der Gesetzgebung. Das anwendbare Ehe- und Familienrecht bestimmt sich in Syrien nach der Religionszugehörigkeit. Auf Moslems ist die Scharia anwendbar. Für katholische Christen ist der Codex Canonum Ecclesiarum Orientalium maßgeblich.
Staatsoberhaupt, Inhaber der Exekutivgewalt und Oberbefehlshaber der Streitkräfte ist der mit weitgehenden Vollmachten ausgestattete Präsident, welcher der Verfassung nach vom Parlament nominiert wird und auf sieben Jahre direkt gewählt wird. Er bestimmt die Richtlinien der Politik, ernennt bzw. entlässt die Regierung unter Vorsitz des Ministerpräsidenten und hat Gesetzesinitiativ- sowie Vetorecht. Der Präsident muss außerdem muslimischen Glaubens sein.
Die Legislative liegt nominell beim Syrischen Volksrat (arabisch مجلس الشعب, DMG maǧlis aš-šaʿb), dessen 250 Abgeordnete für vier Jahre gewählt werden. Die derzeitige Einheitspartei ist die Baath-Partei. Der Generalsekretär der Baath-Partei ist zugleich der Präsident. Daneben gibt es kleinere und unbedeutende, meist regierungstreue Parteien wie die Syrische Kommunistische Partei und die Syrische Soziale Nationalistische Partei, welche als Blockparteien mit der Baath-Partei zur Koalition Nationale Front zusammengeschlossen sind. Parteien, welche eine ethnische Minderheit oder eine religiöse Gruppe repräsentieren, sind verboten.

## Inhalt der neuen Verfassung
In der neuen Verfassung wurden alle Bezüge auf den Sozialismus sowie der in Artikel 8 der bisherigen Verfassung festgeschriebene Führungsanspruch der Baath-Partei gestrichen. Der syrische Präsident muss weiterhin Muslim sein. Des Weiteren muss er von Geburt Syrer sein, im Land geboren sein und darf nur mit einer Syrerin verheiratet sein. Das Mindestalter bei der Wahl muss 40 Jahre betragen. Die Amtszeit des Präsidenten liegt in der neuen Verfassung bei sieben Jahren, und er darf nur einmal wiedergewählt werden. Letzteres zählt aber erst nach der aktuellen Amtsperiode Assads. Kandidieren darf nur, wer die Unterstützung von mindestens 35 Mitgliedern des 250 Sitze umfassenden Parlaments hat. Parteien dürfen weiterhin nicht auf regionalen, religiösen oder ethnischen Grundsätzen existieren. Innerhalb von 90 Tagen nach dem Referendum soll der Volksrat neu gewählt werden.

## Ergebnis des Referendums
Am 27. Februar 2012 veröffentlichte das syrische Innenministerium das offizielle Ergebnis der Abstimmung. Demzufolge haben 89,4 % für die neue Verfassung gestimmt, die Beteiligung lag bei 57,4 %. Da bei dem Referendum keine ausländischen Wahlbeobachter anwesend waren, konnte das Ergebnis nicht von unabhängigen Quellen bestätigt werden. Die Verfassung trat nach der Bekanntgabe des Ergebnisses umgehend in Kraft.
| Option                          | Stimmen   | Anteil  |
| ------------------------------- | --------- | ------- |
| Dafür                           | 7.490.319 | 89,4 %  |
| Dagegen                         | 753.208   | 9,0 %   |
| ungültig/leer                   | 132.920   | 1,6 %   |
| Gesamt (Wahlbeteiligung 57,4 %) | 8.376.447 | 100,0 % |